# Erdélyi Béla (festő)
Erdélyi Béla (Kelemenfalva, 1891. május 25. – Ungvár, 1955. szeptember 19.) kárpátaljai magyar festőművész.

## Életrajza
Erdélyi Béla 1891. május 25-én született a kárpátaljai Kelemenfalván egy négygyermekes családban. Apja tanító volt. Középiskolai tanulmányait a munkácsi gimnáziumban kezdte meg, majd a máramarosszigeti tanítóképzőben kapta meg oklevelét 1911-ben, majd a budapesti Képzőművészeti Akadémia növendéke lett, ahol rajztanári képesítést kapott. A gimnáziumot kitűnő eredménnyel fejezte be, majd a kecskeméti művésztelepre kapott ösztöndíjat, ahol mesterei Ferenczy Károly, Iványi-Grünwald Béla, Révész Imre és Zemplényi Tivadar voltak.
Kárpátaljára visszatérve rajzot oktat a munkácsi tanítóképzőben, később itt évekig az igazgatói tisztséget is betölti.  Ezt követően végiglátogatja Európa képtárait és művésztelepeit. Munkácsról az ungvári tanítóképzőbe került tanárnak. Boksay Józseffel ekkor alakították meg közösen a művészeti szabad iskolát.
1931-ben alakult meg a Kárpátaljai Képzőművészek Egyesülete is. Munkásságukról a korabeli magyar és cseh sajtó egyaránt pozitív kritikákat írt. Az itteni sikerek ösztönzésére újra nyugatra indult, hogy ott érvényesítse művészetét. Hat évet élt Párizsban, 1938-ban, innen visszatérve véglegesen Ungváron telepedett le.
Kárpátalja Magyarországhoz való visszacsatolása lehetővé tette, hogy anyaországi művészek működjenek Kárpátalján, és ezzel egy időben kárpátaljai képzőművészek az országos tárlatokon együtt szerepeltek Szőnyi Istvánnal, Aba-Novák Vilmossal, Bernáth Auréllal és Molnár C. Pállal.
Az ungvári Képzőművészeti Főiskolában 1946. október 15-én indult meg a tanítás, Erdélyin és Boksayn kívül, még Endrédy György kapott itt vezető szerepet.
A háború utáni évben megrendezett őszi tárlat még egészen szabad szellemben folyt, de a későbbi években már érezhető volt a felső vezetés „kérése” arról, hogy kik és mit állíthatnak ki. Egyre gyakrabban kerül összeütközésbe feletteseivel, végül 1949-ben felmentették az akkor már csak iparművészeti szakiskola igazgatói székéből, hamarosan állását is elveszítette.
1955. szeptember 19-én, 64 éves korában halt meg Ungváron. Csak tizenhét évvel halála után jelent meg munkásságáról elismerő írás.

## Irodalmi művei
- Erdélyi Béla kárpátaljai festőművész, tanár naplója, 1926–1927; szerk. Szakolczay Lajos, Zsiga Kristóf; Magyar Napló, Bp., 2013
- IMEN. Irodalmi művek, naplók, gondolatok; összeáll. Nebesznik I., Szirohman M.; Garkusa, Ungvár, 2017